# Cyanocorax mystacalis
Gaio-de-cauda-branca ou gaio-de-bigodes (Cyanocorax mystacalis) é uma espécie de ave da família Corvidae.
Pode ser encontrada nos seguintes países: Equador e Peru.
Os seus habitats naturais são: florestas secas tropicais ou subtropicais e florestas subtropicais ou tropicais húmidas de baixa altitude.